# Hội họa triều Tùy

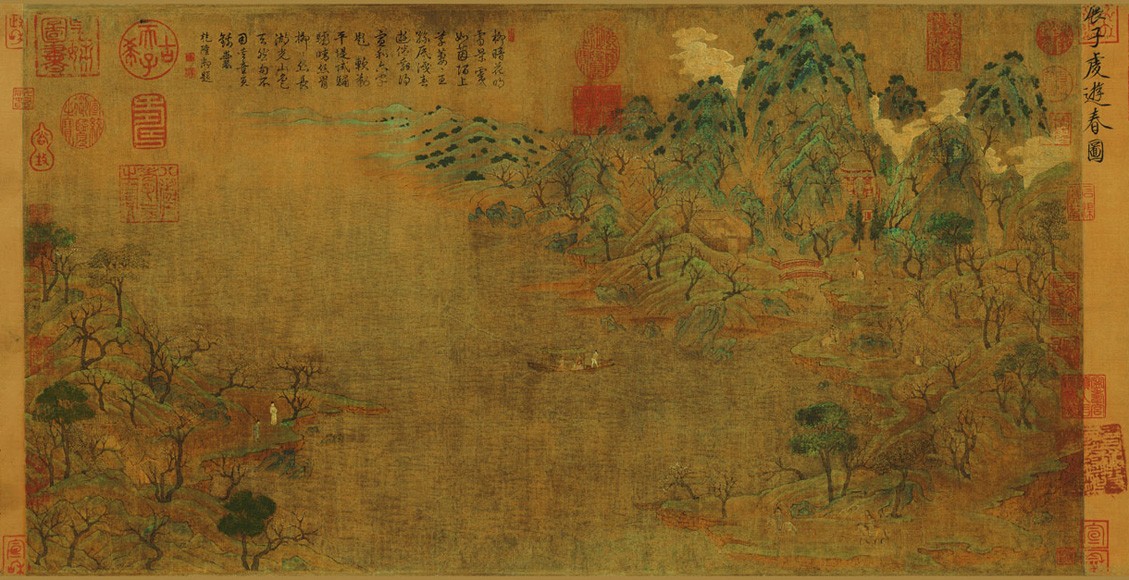
Họa phẩm "Du xuân đồ" của tác giả Triển Tử Kiền.

Thời Tùy, vì mối quan hệ chính giáo nên hội họa được xem trọng. Hội họa triều Tùy (chữ Hán: 隋朝繪畫, Anh văn: Sui dynasty painting) vẫn lấy nhân vật hay cố sự thần tiên làm chủ đề chính, song tranh sơn thủy phát triển thành một nhánh hội họa riêng.

## Lịch sử
Triển Tử Kiền và Đổng Bá Nhân có tiếng ngang nhau, cùng với Cố Khải Chi thời Đông Tấn, Lục Tham Vi của Nam triều Tề, Trương Tăng Dao của Nam triều Lương đồng xưng là 'tiền Đường tứ đại họa gia'. Triển Tử Kiền sống qua các triều Bắc Tề, Bắc Chu và Tùy, từng nhậm chức triều tán đại phu của Tùy, sau nhậm chức trướng nội đô đốc. Ông từng vẽ tranh Phật giáo "Pháp hoa kinh biến", tranh phong tục "Trường An xã mã nhân vật đồ", song đều thất truyền. Bức tranh sơn thủy "Du xuân đồ" của ông dùng thuật bôi phác họa, tô màu xanh lục, phối cảnh không gian hợp lý, chú ý quan hệ xa gần và tỷ lệ núi cây cùng nhân vật, trong gang tấc có đủ ý vị nghìn dặm. Điều này chứng minh tranh sơn thủy thời Tùy giải quyết được triệt để vấn đề xử lý không gian giữa người và cảnh vật, là đại biểu cho sự nổi lên của tranh sơn thủy, "Họa giám" thời Nguyên nhận định "Du xuân đồ" là thủy tổ chính thức của tranh sơn thủy. Hoa gia người Vu Điền Uất Trì Bạt Chất Na thạo vẽ nhân vật Tây Vực, người đương thời gọi là "Đại Uất Trì". Ông thạo về vựng nhiễm âm ảnh, tức "ao đột pháp" (thuật lồi lõm), có ảnh hưởng lớn đến hội họa hậu thế.